# گئورگی ایلیف (بازیکن فوتبال، زاده ۱۹۸۱)
گئورگی ایلیف (بلغاری: Георги Илиев؛ زادهٔ ۵ سپتامبر ۱۹۸۱) بازیکن فوتبال اهل بلغارستان است.
از باشگاه‌هایی که در آن بازی کرده‌است می‌توان به باشگاه فوتبال کانگجو مایتی لاینز و باشگاه فوتبال زسکا صوفیه اشاره کرد.
وی همچنین در تیم ملی فوتبال بلغارستان بازی کرده‌است.